# Romaniv, Rojîșce
Romaniv (în ucraineană Романів) este un sat în comuna Horodîni din raionul Rojîșce, regiunea Volînia, Ucraina.

## Demografie
Componența lingvistică a localității Romaniv
     Ucraineană (99,02%)
     Alte limbi (0,98%)
Conform recensământului din 2001, majoritatea populației localității Romaniv era vorbitoare de ucraineană (99,02%), existând în minoritate și vorbitori de alte limbi.